# 미즈노 마키
미즈노 마키(일본어: 水野 真紀 , みずのまき, 본명: 고토다 유키, 後藤田 由紀, 1970년 3월 28일~)는 일본의 배우이다.

## 약력
도쿄도 출신. 도쿄대학 교육학부 부속 중학교·고등학교를 거쳐 동양영화여학원 단기대학을 졸업했다.
1987년 제2회 도호 신데렐라 오디션에서 심사위원 특별상을 수상하였고, 같은 해, 드라마 《링링토》 (NHK 연속 TV 소설)에 출연하며 본격적으로 연예계 데뷔하였다.
1989년 영화 《겨울 이야기》에서 히로인을 연기했다. 1992년에는 드라마 《파파짱》 (요미우리 테레비)의 주인공을 맡았다. 배우로써 출연한 대표작으로는 외에, 《매미 울음소리》 (NHK), 《스튜어디스 형사 시리즈》 (후지 TV) 등이 있다.
마츠시타 전기산업 (현 파나소닉)의 CM 캐릭터, 초대 "예쁜 누나"에 기용되며, 이상의 신부 No.1 여배우에 선정됐다.
또한 레귤러 프로그램 "미즈노 마키의 마법의 레스토랑" (마이니치 방송)이 2001년에서 방송되었다.
2004년 3월 자민당의 국회의원 고토다 마사즈미와 결혼했다. 결혼 후 본적은 남편의 선거구인 도쿠시마현 요시노시에 이전하였다. 2005년 4월에는 제왕절개로 첫 아이(아들)을 출산했다.
특기는 배구. 취미는 과자 만들기로, 요리 관련 서적 (요리법)도 집필하고 있으며, 2002년에는 조리사 면허를 취득하였다.

## 출연 작품

### 영화
- 2022년 오늘 밤, 세계에서 이 사랑이 사라진다 해도 - 히노 케이코 역